# Opisthoncus
Opisthoncus este un gen de păianjeni din familia Salticidae.

## Specii[1]
- Opisthoncus abnormis
- Opisthoncus albiventris
- Opisthoncus alborufescens
- Opisthoncus barbipalpis
- Opisthoncus bellus
- Opisthoncus bitaeniatus
- Opisthoncus clarus
- Opisthoncus confinis
- Opisthoncus delectabilis
- Opisthoncus devexus
- Opisthoncus eriognathus
- Opisthoncus grassator
- Opisthoncus inconspicuus
- Opisthoncus keyserlingi
- Opisthoncus kochi
- Opisthoncus lineativentris
- Opisthoncus machaerodus
- Opisthoncus magnidens
- Opisthoncus mandibularis
- Opisthoncus mordax
- Opisthoncus necator
- Opisthoncus nigrifemur
- Opisthoncus nigrofemoratus
- Opisthoncus pallidulus
- Opisthoncus parcedentatus
- Opisthoncus polyphemus
- Opisthoncus quadratarius
- Opisthoncus rubriceps
- Opisthoncus serratofasciatus
- Opisthoncus sexmaculatus
- Opisthoncus tenuipes
- Opisthoncus unicolor
- Opisthoncus versimilis